# Comœdia
Comœdia é um jornal cultural da imprensa francesa hoje desaparecido, fundado por Henri Desgrange, que circulou de 1 de outubro de 1907 a 6 de agosto de 1914 e de 1 de outubro de 1919 a 1 de janeiro de 1937 como jornal diário e de 21 de junho de 1941 a 5 de agosto 1944 semanalmente.
Ele tinha vários suplementos entre os quais:
- Comœdia illustré (1908-1936), jornal artístico bimestral (que se funde com o Teatro)
- Comœdia-journal (1926-1936), diariamente.